# Постіл (притока Роставиці)
Пості́л (пол. Połstoł al. Werchoweńka) — річка в Україні, у межах Ружинського району Житомирської області. Ліва притока Роставиці (басейн Дніпра).

## Опис
Довжина 31 км, площа басейну 158 км². Долина коритоподібна, місцями заболочена, завширшки до 2,5 км, завглибшки до 30 м. Заплава завширшки до 200 м. Річище звивисте, завширшки до 10 м. Похил річки 1,7 м/км. На річці споруджено чимало ставків.

## Розташування
Постіл бере початок на південний захід від села Чорнорудки. Тече на схід і південний схід. Впадає до Роставиці на схід від села Верхівня.